# 阮鶚
阮鶚（1509年—1567年），字应荐，號𠙶峰，直隸桐城（今安徽樅陽）阮家享堂人，祖籍京畿道京城（今陝西西安）。明朝政治人物。

## 生平
阮廷瓚次子。年輕時好阳明心学。嘉靖十三年（1534年）甲午科應天府乡试第四十八名举人，嘉靖二十三年（1544年）甲辰科会试第一百九十九名，二甲第十六名进士。吏部观政，次年授南京刑部主事，三载奏最，二十七年三月改河南道监察御史，巡视光禄寺。二十八年巡视倉場兼理河道，明年巡按顺天，不久改任京畿提学御史。三十二年外任浙江提學副使。嘉靖三十四年倭寇逼近杭州時，有官員不許鄉民入杭州城避難，鶚持劍開城門放他們入城，許多人得以保全性命。阮鹗在對付倭寇決策上與胡宗憲發生分歧，阮鹗主剿，胡宗憲主撫。嘉靖三十五年，阮鶚在桐鄉被倭寇圍困，为倭寇威势所压倒，轉而主和。三十五年升广西右参政，未任，以台省举荐，三月擢为都察院右佥都御史、提督军务兼巡抚浙江，十一月以平定海寇徐海，加升右副都御史。
嘉靖三十六年（1557年）正月阮鶚改任福建巡撫。寇犯福州時，阮鶚以綾羅綢緞、金花和庫銀數萬兩等賄賂敵方撤退，又送倭寇巨舰六艘，使其滿載而去。阮鶚被御史宋儀望等彈劾，結果被逮交刑部治罪。阮鶚被逮过浙江时，士民感戴其功德，自發到岳武穆祠为阮鶚祷告。入獄僅六日，罷黜為民。回鄉後，以讲学自娛。隆慶元年（1567年）卒，年五十九。

## 家族
曾祖阮永誠。祖父阮暹。父阮廷瓚，人称愛雲翁，曾任壽官，贈承德郎南京刑部主事。母吳氏；生母童氏。永感下。兄阮鹏，监生
有子阮自侖、阮自恒、阮自華。
阮大鋮是阮鶚曾孫。《明史》對阮鶚的評價，與阮鹗本人墓志铭中的記載實相去甚遠。《明史》撰稿人既然阮大铖列入《奸臣传》，对阮大铖的先祖可能亦夸其过非。

## 著作
著有《礼要乐则》二卷、《枫山章文懿公年谱》二卷。